# بيل دوبيوك
بيل دوبيوك Bill Dubuque كاتب سيناريو أمريكي كتب سيناريوهات أفلام شهيرة مثل المحاسب ، رجل العائلة، القاضي،  والمسلسل التلفزيوني أوزارك. 